# Bauleistungsversicherung
Die Bauleistungsversicherung (auch Bauwesenversicherung – Schweiz – oder Bauversicherung) ist im Versicherungswesen eine Versicherungsart, die bestimmte Bauleistungen absichert. Sie zählt zu den Technischen Versicherungen und ist, wie die Montageversicherung, eine Projektsparte.

## Entwicklung der Bauleistungsversicherung in Deutschland
Entwickelt wurde die Bauleistungsversicherung in Deutschland ab 1933 auf Drängen der Bauwirtschaft. Aufgrund der Anfang der dreißiger Jahre verkündeten staatlichen Baupreisverordnung war für die Bauunternehmen die Möglichkeit zur Reservebildung für Schadensfälle stark eingeschränkt. In den neu entwickelten Versicherungszweig wurden neben der Bauleistung auch die Baustelleneinrichtung und im Umfang der Maschinenversicherung alle auf der Baustelle eingesetzten Geräte eingeschlossen. Begrifflich sprach man deshalb von Bauwesenversicherung'. Erstmals auf dem Versicherungsmarkt angeboten wurde die Bauleistungsversicherung im April 1934 für Bauvorhaben des Hoch-, Tief- und Eisenbetonbaus. Die „Allgemeinen Versicherungsbedingungen für die Bauwesen-Versicherung“ wurden an die Montageversicherung angelehnt. Die Bauwesenversicherung war dabei zunächst zur Deckung des Bauunternehmerrisikos bei schwierigen Ingenieurbauten bestimmt, bei denen kleine Fehler weittragende Folgen haben konnten. Nach Inkrafttreten der Verdingungsordnung für Bauleistungen (VOB) im Jahre 1936 wurde die Bauwesenversicherung neu gestaltet. Grundlage der Deckung wurde die Gefahrenteilung nach der VOB. Ende 1937 wurden die Allgemeinen Versicherungsbedingungen für die Bauwesenversicherung der Bauunternehmer vom Reichsaufsichtsamt genehmigt und 1941 für alle Bauwesenversicherer für verbindlich erklärt. Mit dem Wiederaufleben des Wohnungsbaus nach dem Krieg und nach der Währungsreform kamen 1954 neben den weiter geltenden Allgemeinen Versicherungsbedingungen für die Bauwesenversicherung der Bauunternehmer die Allgemeinen Versicherungsbedingungen für die Bauwesenversicherung von Wohngebäuden auf den Markt, die sehr einfach gefasst waren und einem sehr breiten Kundenkreis zugänglich gemacht wurden. Sie erfassten alle Schäden, die der Auftraggeber, meist der Bauherr, und seine Auftragnehmer zu tragen hatten und waren der Vorläufer der ABN.
Ende 1974 wurden die Allgemeinen Bedingungen für die Bauwesenversicherung von Unternehmerleistungen (ABU) und die Allgemeinen Bedingungen für die Bauwesenversicherung von Gebäudeneubauten durch Auftraggeber (ABN) vom Bundesaufsichtsamt für das Versicherungswesen (BAV) veröffentlicht. Seit Einführung der ABN / ABU 2008 durch den Gesamtverband der Deutschen Versicherungswirtschaft (GDV) lauteten die Musterbedingungen in der Bauleistungsversicherung Allgemeine Bedingungen für die Bauleistungsversicherung von Unternehmerleistungen und Allgemeine Bedingungen für die Bauleistungsversicherung durch Auftraggeber. Zum 1. Januar 2011 veröffentlichte der Gesamtverband der Deutschen Versicherungswirtschaft eine leicht modifizierte Fassung der ABN / ABU 2008, die Allgemeinen Bedingungen für die Bauleistungsversicherung von Unternehmerleistungen (ABU 2011) und die „Allgemeinen Bedingungen für die Bauleistungsversicherung durch Auftraggeber (ABN 2011)“.  Diese wurden zum 1. Januar 2018 durch ein einziges Bedingungswerk, die Allgemeinen Bedingungen für die Versicherung von Bauleistungen (ABBL 2018) und die dazugehörigen Klauseln (TK ABBL 2018) ersetzt.

## Versicherungsrechtliche Einordnung
In der Systematik des Versicherungsvertragsgesetzes (VVG) ist die Bauleistungsversicherung eine Schadensversicherung. Neben den §§ 1 – 73 VVG sind daher die Vorschriften für die gesamte Schadensversicherung (§§ 74 – 87 VVG) anwendbar. Versichert ist in der Bauleistungsversicherung das im Versicherungsschein bezeichnete Bauvorhaben während des Herstellungszeitraums. Versichert sind aber nur Sachen, nicht die zu erbringenden Arbeiten. Die Bauleistungsversicherung ist daher Sachversicherung. Somit sind auch die §§ 88 – 99 VVG einschlägig.
Während in der allgemeinen Sachversicherung die versicherten Gefahren ausdrücklich aufgeführt werden (z. B. Feuer, Leitungswasser, Hagel, Sturm), lässt die Bauleistungsversicherung als Technische Versicherungen diese offen und bieten eine Allgefahrendeckung („all risks“). In der Bauleistungsversicherung sind daher die im Versicherungsvertrag aufgeführten versicherten Sachen und/oder Leistungen gegen alle Gefahren, die während der Laufzeit des Vertrages auftreten, versichert. Nicht automatisch mitversichert sind in der Bauleistungsversicherung insbesondere Schäden durch Feuer (Brand, Blitzschlag, Explosion, An- oder Abprall bemannter und unbemannter Flugkörper). Die Versicherung des Feuerrisikos erfolgt zumeist über eine sogenannte Feuerrohbauversicherung, welche während der Bauzeit im Allgemeinen kostenfrei von den Versicherern geboten wird und sich nach Bezugsfertigkeit in die Wohngebäudeversicherung umwandelt. Auf Wunsch des Versicherungsnehmers können die vorstehenden Gefahren aber eingeschlossen werden.

## Sinn und Zweck der Bauleistungsversicherung
Mit der Bauleistungsversicherung können Auftraggeber / Bauherren und bauausführende Unternehmer das jeweilige Risiko von unvorhergesehen eingetretenen Sachschäden (Beschädigungen oder Zerstörungen) an der Bauleistung, insbesondere herbeigeführt durch Dritte, decken bzw. absichern.
Bis zur Abnahme trägt beim Werkvertrag nach dem Bürgerliches Gesetzbuch (§ 631 ff. BGB) bzw. beim BGB-Bauvertrag (§ 650a ff. BGB) grundsätzlich der bauausführende Unternehmer die Leistungs- und Vergütungsgefahr (§ 644 BGB) und damit das Risiko des zufälligen Untergangs oder der Beschädigung des (Bau-)Werkes (Auftragnehmerrisiko). Dies gilt grundsätzlich auch dann, wenn zwischen den Parteien des Bauvertrags der Teil B der Vergabe- und Vertragsordnung für Bauleistungen, also die Allgemeinen Vertragsbedingungen für die Ausführung von Bauleistungen (VOB/B) vereinbart ist. Lediglich hinsichtlich der Vergütungsgefahr schränkt § 7 Abs. 1 VOB/B und § 645 Abs. 1 BGB dieses Risiko des Auftragnehmers / Unternehmers ein. Wird die ganz oder teilweise ausgeführte Leistung vor der Abnahme durch höhere Gewalt, Krieg, Aufruhr oder andere objektiv unabwendbare, vom Auftragnehmer nicht zu vertretende Umstände beschädigt oder zerstört, so hat der Auftragnehmer gemäß § 7 Abs. 1 VOB/B einen Vergütungsanspruch nach § 6 Abs. 5 VOB/B. Nach § 645 Abs. 1 BGB trägt der Besteller die Vergütungsgefahr, wenn das Werk vor Abnahme infolge eines Mangels des von dem Besteller gelieferten Stoffes oder infolge einer von dem Besteller für die Ausführung erteilten Anweisung untergegangen, verschlechtert oder unausführbar geworden ist, ohne dass ein Umstand mitgewirkt hat, den der Unternehmer zu vertreten hat. Durch den Abschluss einer Bauleistungsversicherung kann sich der bauausführende Unternehmer in jedem Stadium der Bauausführung dagegen schützen, im Schadensfall eine bereits erbrachte Leistung auf eigene Kosten wiederherstellen zu müssen, um die vereinbarte Vergütung zu erhalten.
Auch wenn das Schadensrisiko weitgehend den bauausführenden Auftragnehmer trifft, hat auch der Bauherr oder Auftraggeber ein Interesse an der Versicherung der Bauleistung. Der Auftraggeber trägt nicht nur die Gefahr, dass ein Auftragnehmer angesichts eines versicherbaren Schadens zahlungsunfähig wird bzw. aus wirtschaftlichem Unvermögen zur Schadensbeseitigung nicht in der Lage ist. Darüber hinaus geht auf den Auftraggeber / Bauherren mit zunehmendem Baufortschritt das Auftraggeberrisiko über, dass durch einen Schadensfall bereits von ihm abgenommene oder eventuell als abgenommen geltende Teilleistungen beschädigt oder zerstört werden. Liegt dem Werk- oder Bauvertrag die VOB/B zugrunde, läuft der Auftraggeber darüber hinaus bei Vorliegen der Voraussetzungen des § 7 Abs. 1 VOB/B Gefahr, Vergütung für eine beschädigte oder zerstörte Werkleistung zahlen zu müssen.
Die Bauleistungsversicherung ist bei privaten Neubauten oft Bestandteil einer Gebäudeneubauversicherung. Die Laufzeit der Bauleistungsversicherung erstreckt sich üblicherweise über die gesamte Bauzeit des Objektes, oft jedoch begrenzt auf 12 oder 24 Monate.
Ist der Bauherr oder der Generalunternehmer Versicherungsnehmer, wird meist vereinbart, dass die Prämie für die Bauleistungsversicherung auf die mitversicherten Bauunternehmer im Anteil ihrer Gewerke umgelegt wird.

## Versicherungsbedingungen in der Bauleistungsversicherung
Die Bauleistungsversicherung wird von den Bauleistungsversicherern (Versicherungsgesellschaften) seit 1974 in Deutschland in zwei Hauptformen verwendet:
- Mit den „Allgemeine Bedingungen für die Bauleistungsversicherung durch Auftraggeber (ABN)“ können bei einem Gebäudeneubau oder einem Gebäudeumbau alle Bauleistungen durch den Bauherren oder den Generalunternehmer versichert werden. Derzeit am Markt üblich sind Bauleistungsversicherungsverträge, denen die ABN 2008 bzw. die ABN 2011 zugrunde liegen.
- Mit den „Allgemeine Bedingungen für die Bauleistungsversicherung von Unternehmerleistungen (ABU)“ können Bauunternehmer selbst ihre Bauleistungen einschließlich Nebenleistungen und der Leistungen ihrer Sub- bzw. Nachunternehmer versichern. ABU-Policen sind eher selten. Soweit sie verwendet werden, liegen den Bauleistungsversicherungsverträgen die ABU 2008 bzw. die ABU 2011 zugrunde.

Die wesentlichen Unterschiede in den beiden Bedingungswerken liegen bei den versicherten Sachen und dem versicherten Interesse. Im Übrigen unterscheiden sich die beiden Bedingungswerke nicht besonders stark. Bei den Ausschlüssen und bei den Regelungen über die Entschädigung sind sie in weiten Teilen identisch. Nach den ABN werden bei einem Gebäudeneubau oder einem Gebäudeumbau alle Bauleistungen versichert. Die Versicherung zielt also im Kern auf ein bestimmtes Gebäude und dient damit den Interessen insbesondere des Bauherrn, aber auch den Interessen von Generalunternehmern oder Generalübernehmern, die mit Hilfe der ABN die Herstellung eines gesamten Gebäudes versichern möchten. Mitversichert (§§ 43 ff. VVG) sind im Rahmen der ABN auch alle Unternehmer, die an dem Vertrag mit dem Auftraggeber beteiligt sind. Die versicherten Risiken bei den ABN werden als Bauherrenrisiko und Unternehmerrisiko bezeichnet.
Demgegenüber zielen die Versicherungen nach den ABU nicht auf ein Gebäude, vielmehr auf Bauleistungen und Nebenleistungen – solche des Bauhauptgewerbes (Hoch- und Tiefbau), aber auch solche des Baunebengewerbes. Beispiele sind der Straßen-, Tunnel- und Stollenbau sowie der Bau von Klär- und Wasserkraftwerken. Die Versicherung auf Grundlage der ABU ist damit die typische Versicherung für Bauunternehmer. Versichert gilt das Unternehmerrisiko, die Mitversicherung des Auftraggeberrisikos (Klausel 6364 und 6365 zu den ABU) ist möglich.
Fast eine eigene Art der Bauversicherung stellt eine Versicherung auf Grundlage der ABU dar, die über die sogenannte Zusatzklausel 6364 auch diejenigen Schäden, die von einem Bauherrn selbst zu tragen sind, versichert.
Da eine solche um Klausel 6364 erweiterte ABU-Versicherung auch vom Bauherrn selbst abgeschlossen werden kann (über die sogenannte Klausel 6365), entsteht auf diese Weise faktisch eine eigene Bauherrenversicherung.
Sollen alle Schäden für Bauleistungen an einem Objekt in Bezug auf Haftungsmöglichkeiten aller am Bauvorhaben Beteiligter versichert werden, müssen mehrere Versicherungen, eine Versicherung nach den ABN sowie eine nach ABU mit Klausel 6365, abgeschlossen werden.
Bei den aktuell vom Gesamtverband der Deutschen Versicherungswirtschaft veröffentlichten Musterbedingungen, den „Allgemeinen Bedingungen für die Versicherung von Bauleistungen (ABBL 2018)“ und den dazugehörigen Klauseln (TK ABBL 2018), wurde die jahrzehntelange Trennung zwischen den „Allgemeinen Bedingungen für die Bauleistungsversicherung durch Auftraggeber (ABN)“ und den „Allgemeinen Bedingungen für die Bauleistungsversicherung von Unternehmerleistungen (ABU)“ aufgegeben. Damit wird der Erfahrung aus der Praxis Rechnung getragen, dass bei ca. 95 % der Bauleistungsversicherungsverträge die ABN bzw. ABU unter Einschluss der Auftraggeberschäden (TK 6364 und TK 6365) zugrunde gelegt werden.
Grundgedanke der ABBL ist es, einen Deckungsschutz zu bieten, wie ihn bereits die ABN geboten haben. Neben dem Versicherungsnehmer sind auch die Interessen des Bauherrn, sonstiger Auftraggeber sowie aller Unternehmer, die an dem Vertrag mit dem Auftraggeber beteiligt sind, einschließlich der Subunternehmer, jeweils mit ihren Lieferungen und Leistungen versichert. Allerdings bietet das neue Bedingungswerk, anders als seine Vorgänger, nur einen Mindest- oder Basisdeckungsschutz. Während die Klauseln zu den ABN / ABU sowohl Erweiterungen als auch Einschränkungen des Deckungsschutzes vorsehen, kann dieser durch die TK ABBL nur noch erweitert werden.
Die ABBL haben sich allerdings bisher am Markt nicht durchgesetzt. Die meisten Bauleistungsversicherer verwenden nach wie vor die ABN / ABU bzw. aus diesen abgeleitete eigene Versicherungsbedingungen.